# عمل تحت التنفيذ

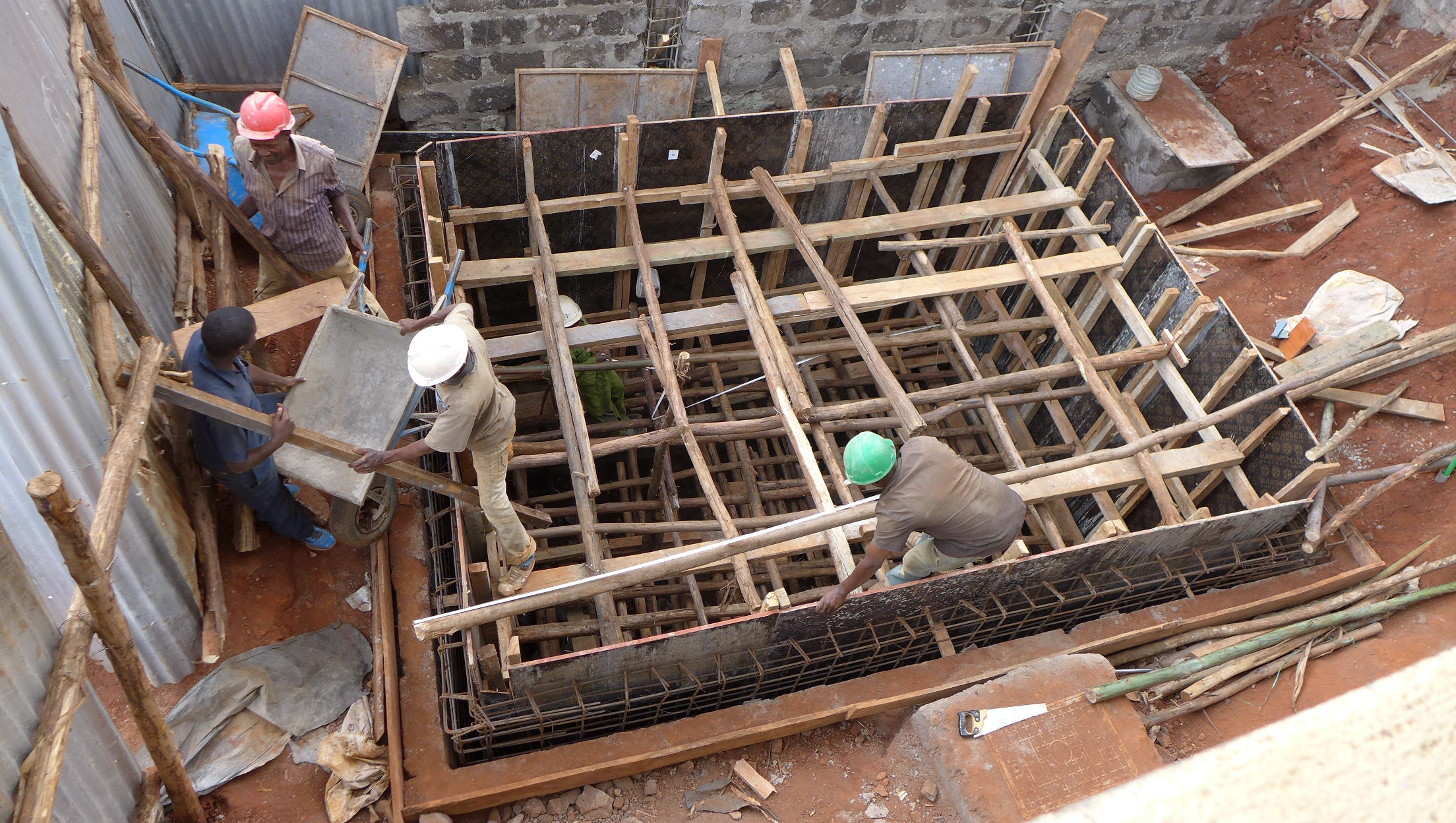
في عام 2022 ولازالت بعض الشركات تعمل بالايدي العاملة في مجال الهندسة المعمارية، حيث في بعض بلدان العالم يتم استخدام الالات الحديثه للبناء.

العمل تحت التنفيذ (بالإنجليزية: Work in progress)‏ أو البضائع قيد المعالجة، أو المخزون قيد المعالجة هي سلع الشركة المنتهية جزئيًا في انتظار اكتمالها وبيعها في نهاية المطاف . هذه العناصر إما يجري تصنيعها فقط أو تنتظر المزيد من المعالجة في قائمة الانتظار أو التخزين المؤقت. يستخدم هذا المصطلح في الإنتاج وإدارة سلسلة التوريد.
تهدف إدارة الإنتاج المثلى إلى تقليل العمل تحت التنفيذ. يتطلب العمل تحت التنفيذ مساحة تخزين، ويمثل رأس المال المقيّد غير المتاح للاستثمار ويحمل خطرًا كامنًا بانتهاء صلاحية المنتجات في وقت مبكر. يوضح الصف الذي يؤدي إلى خطوة الإنتاج أن الخطوة يتم تخزينها لنقص الإمدادات من الخطوات السابقة، ولكنها قد تشير أيضًا إلى عدم كفاية القدرة على معالجة الإخراج من هذه الخطوات السابقة.